# Rosa Garcia (Journalistin)
Rosa Garcia dos Santos (* 8. September 1973) ist eine osttimoresische Journalistin. Sie ist die Chefredakteurin der Timor Post, einer der wichtigsten Zeitungen des südostasiatischen Landes.

## Werdegang
1993 begann Garcia noch in der indonesischen Besatzungszeit als Journalistin für die  Suara Timor Timur (STT) zu arbeiten. Als Korrespondentin war sie zudem für Kyodo News, Reuters und die BBC tätig. Bereits als Studentin war sie Aktivistin für die Freiheit Osttimors. Als es 1999 zum Unabhängigkeitsreferendum kam, arbeitete Garcia zudem für die Nichtregierungsorganisation „Kontras Timor-Timur“, die von Isabel da Costa Ferreira 1998 gegründet worden war und Osttimoresen suchte, die während der seit 1975 bestehenden Besatzung verschwunden waren. Garcia, die zu dieser Zeit das erste Mal schwanger war, wurde während ihrer Arbeit am Telefon bedroht. Nach Bekanntgabe des Ergebnisses, in dem sich die Osttimoresen für die Unabhängigkeit aussprachen, musste Garcia vor der Gewalt der pro-indonesischen Milizen nach Jakarta fliehen. Einen Tag nach Eintreffen der Internationalen Streitkräfte Osttimor (INTERFET), die wieder für Ruhe und Ordnung sorgten und Osttimor unter UN-Verwaltung stellten, kehrte Garcia bereits mit schwedischen Kollegen in ihr Heimatland zurück.
Garcia gehörte 1999/2000 zu den 14 Gründungsmitgliedern der Timor Post, die sich auch das Eigentum an der Zeitung teilen. Während der Unruhen in Osttimor 2006 war die Timor Post gezwungen, zeitweise den Betrieb einzustellen, nachdem zwei Mitarbeiter brutal verprügelt worden waren. Garcia, die zu der Zeit gerade ihr zweites Kind bekommen hatte, arbeitete solange für den australischen Fernsehsender ABC.